# 速谷神社

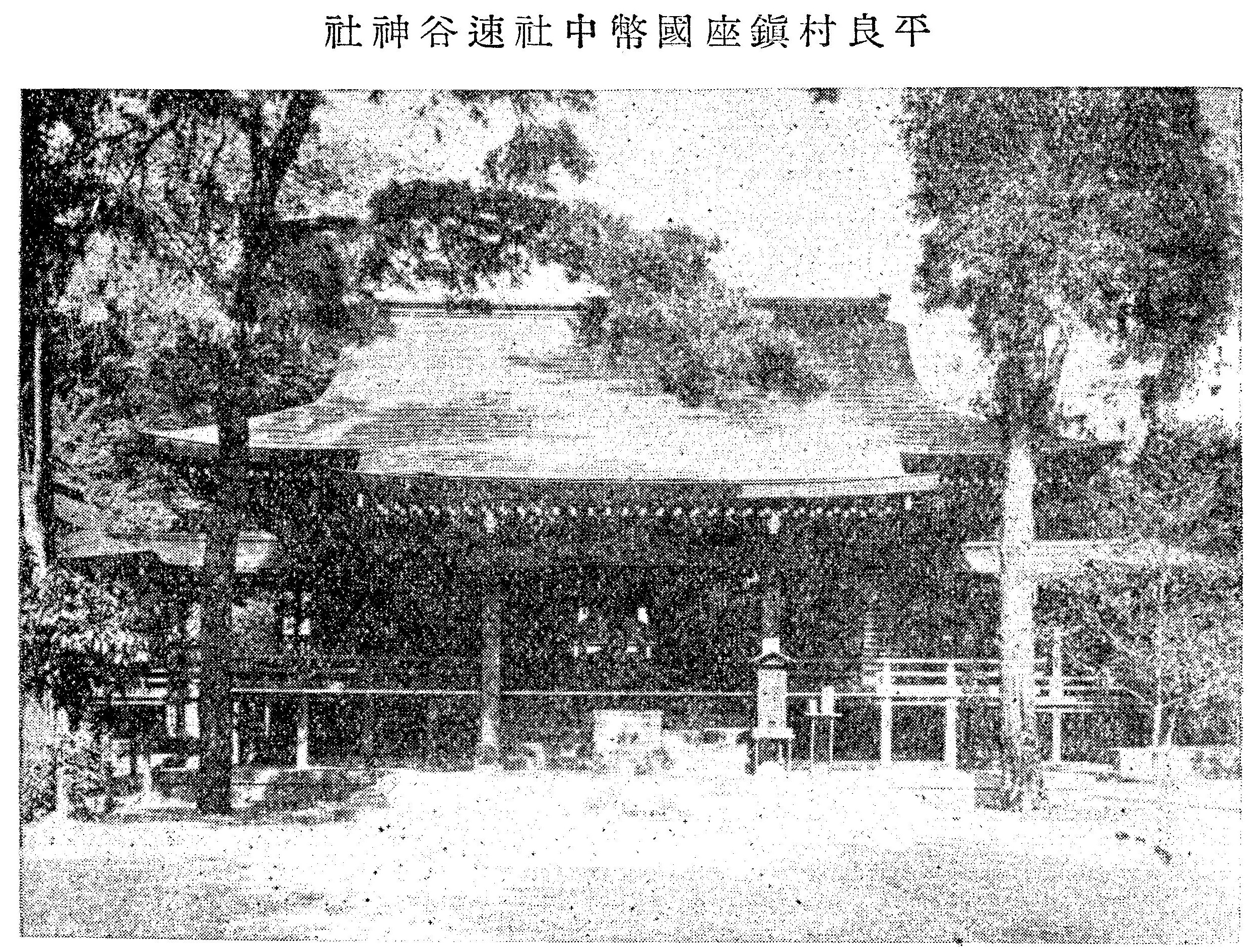
戦前の拝殿

速谷神社（はやたにじんじゃ）は、広島県廿日市市上平良にある神社。式内社（名神大社）、安芸国二宮。旧社格は国幣中社で、現在は神社本庁の別表神社。

## 概要
安芸国建国の祖神を祀る安芸国総鎮守の神社。千八百年以上の歴史を持ち、かつては厳島神社よりも格の高い神社であった。
交通安全祈願の神社として全国的に知られ、「車を買ったら速谷さん」と遠方からの参詣者も多い。広島電鉄のバスや電車が御祓いを受けることでも有名。
厳島神社、多家神社とともに「安芸国の三大神社」の一社。山陽道を往来する旅人が長旅の平安を祈願した由来が数多く残っており、今日も山陽道を守る「交通安全の守護神」として尊ばれている。

## 祭神
- 飽速玉男命（あきはやたまおのみこと）
天孫降臨に附随した32柱の神のうち天湯津彦命の、五世の孫とされる[1]。『国造本紀』に阿岐国造として記載される[2]。

## 歴史
鎮座の年代は詳かではないが、創建千八百年以上の古社であり、安芸国では最も古い神社とされる。
嵯峨天皇の御代、弘仁2年（811年）名神に列し、清和天皇の貞観元年（859年）、従五位上であった神階を従四位下に進め、同9年（867年）には従四位上に進める。
醍醐天皇の延喜5年（905年）の『延喜式神名帳』には「安芸国佐伯郡 速谷神社 名神大 月次 新嘗」と記載されて官幣の名神大社に列し、国家鎮護の神社として毎年月次祭、祈年祭、新嘗祭の三祭に神祇官の奉幣に預かった。このように朝廷より古くから篤く崇敬され、古代において安芸・備後国はもとより、山陽道八ヶ国でも最高の社格を誇った。
朱雀天皇の承平5年(935年)、藤原純友の乱に、朝廷は騒乱の平定を速谷神社など全国十三社に祈願され、まもなくその乱が鎮定したので、神階を正四位下に進められた。
古くは安芸国の一宮であったとされるが、厳島神社が平氏に崇敬されるにつれて、安芸国二宮と称されるようになった。
室町時代からは安芸国桜尾城主だった藤原親実以下歴代の城主、戦国大名の大内義隆、毛利元就、さらに広島藩主、浅野光晟以下の歴代藩主らが速谷神社を篤く崇敬して、神宝・社領を寄進し、社殿の造営と修復を行った。
大正13年（1924年）近代社格制度において国幣中社に列格。昭和21年（1946年）官制廃止により、神社本庁所属の別表神社となった。

### 神階
- 弘仁2年（811年）7月17日、名神 （『日本後紀』）- 表記は「速谷神」。
- 天安3年（859年）1月27日、従五位上から従四位下 （『日本三代実録』）- 表記は「速谷神」。
- 貞観9年（867年）10月13日、従四位上 （『日本三代実録』 - 表記は「速谷神」。

## 境内

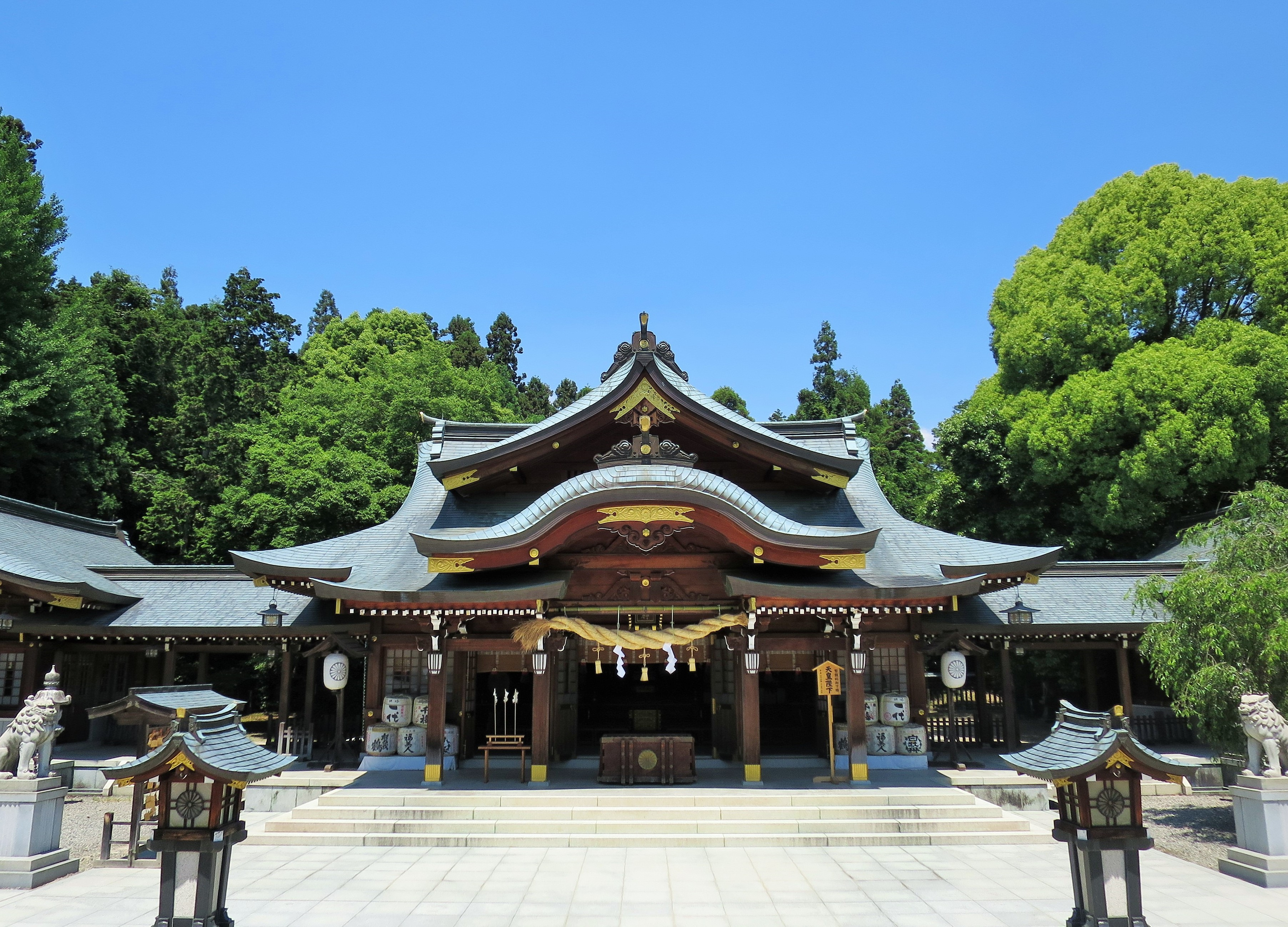
拝殿（別の角度より）
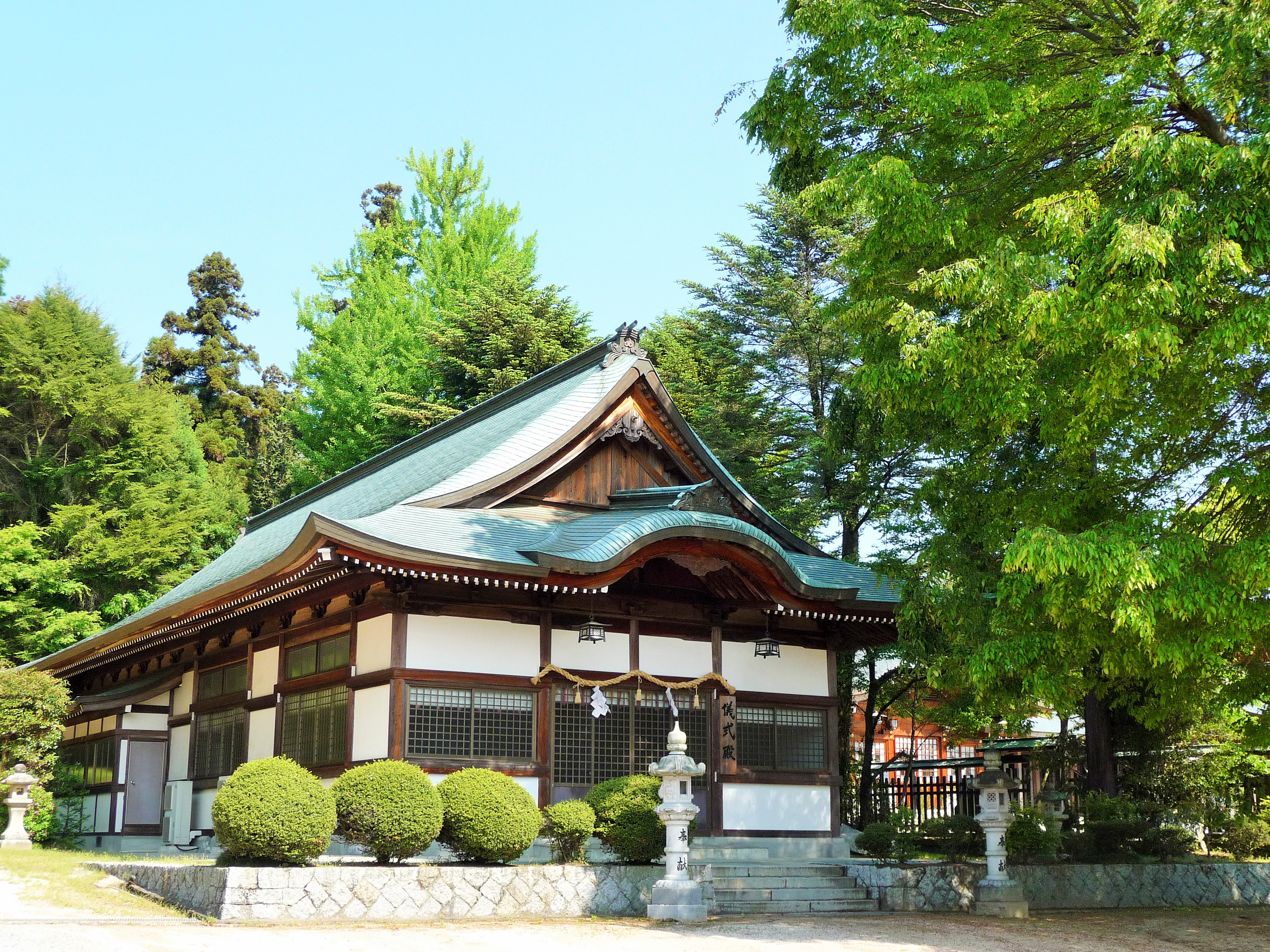
儀式殿
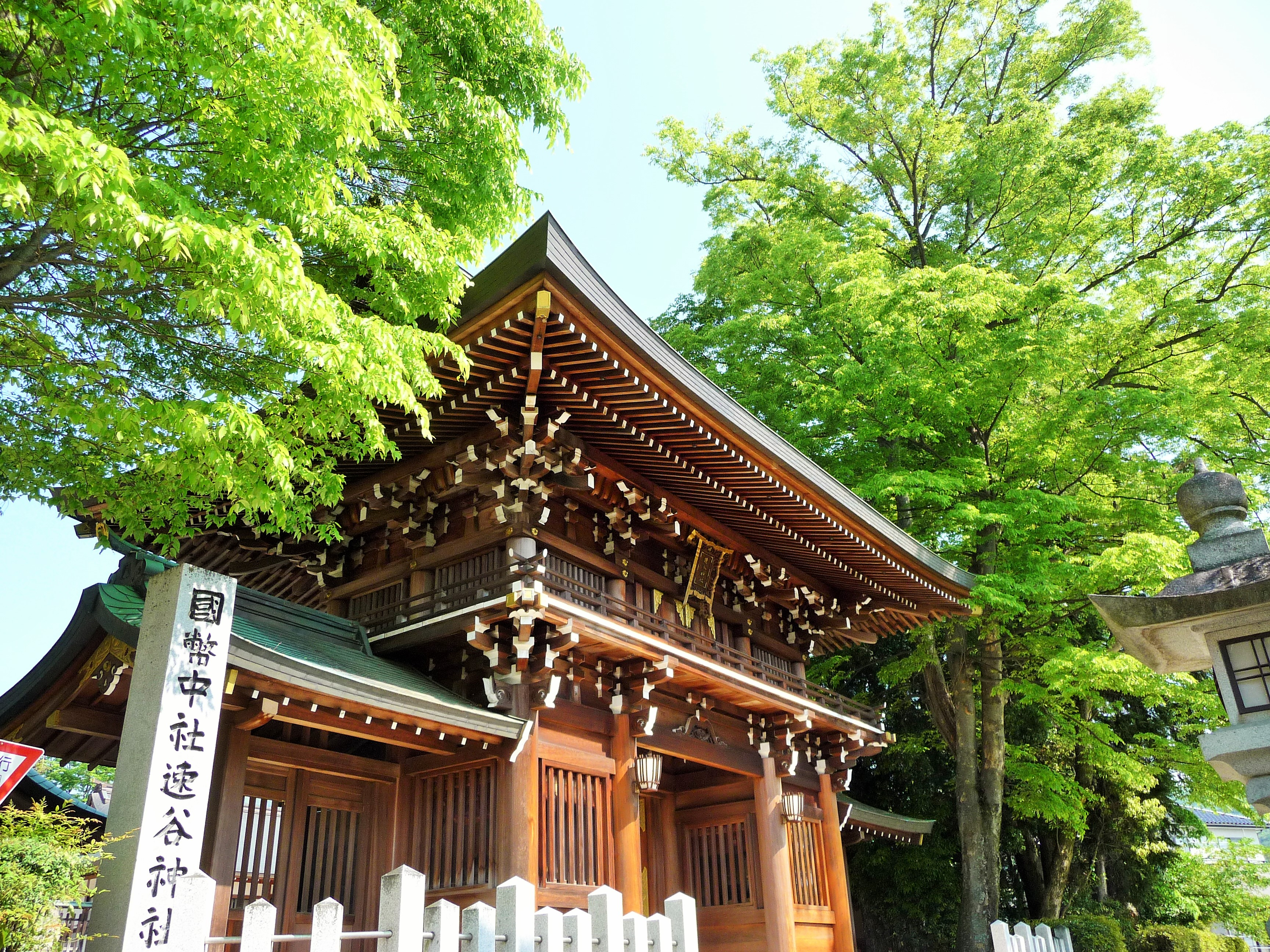
楼門
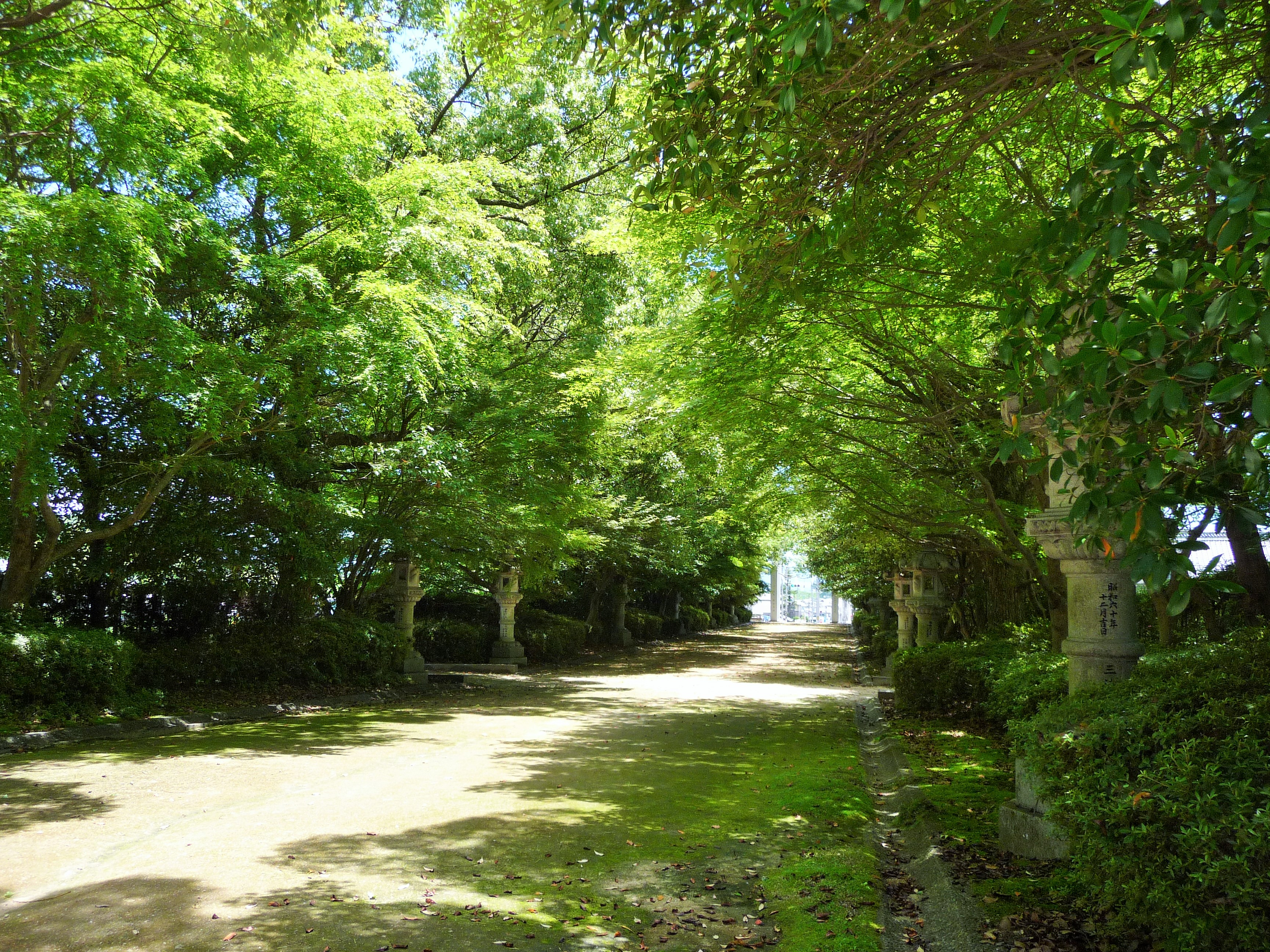
参道
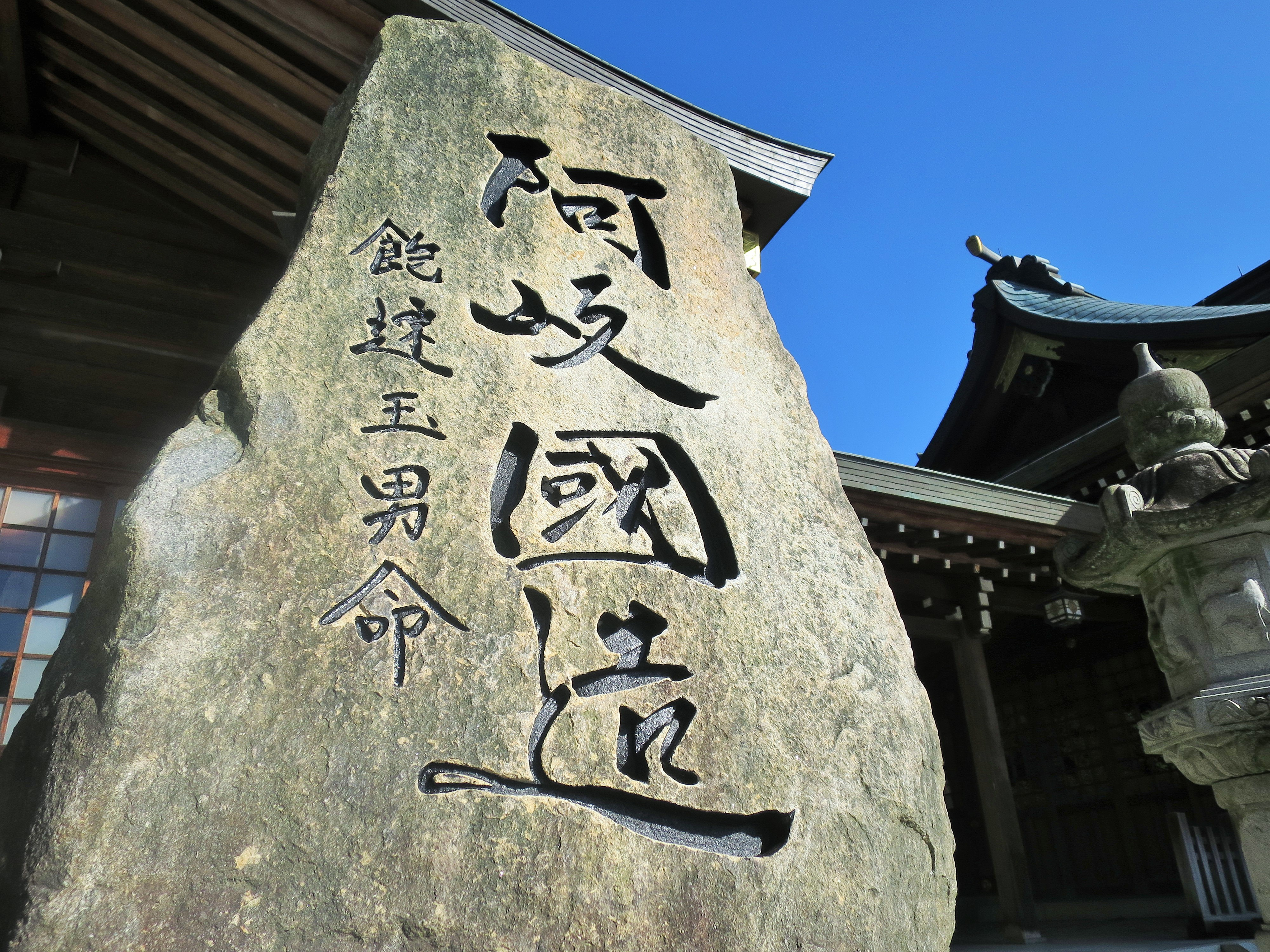
阿岐国造碑
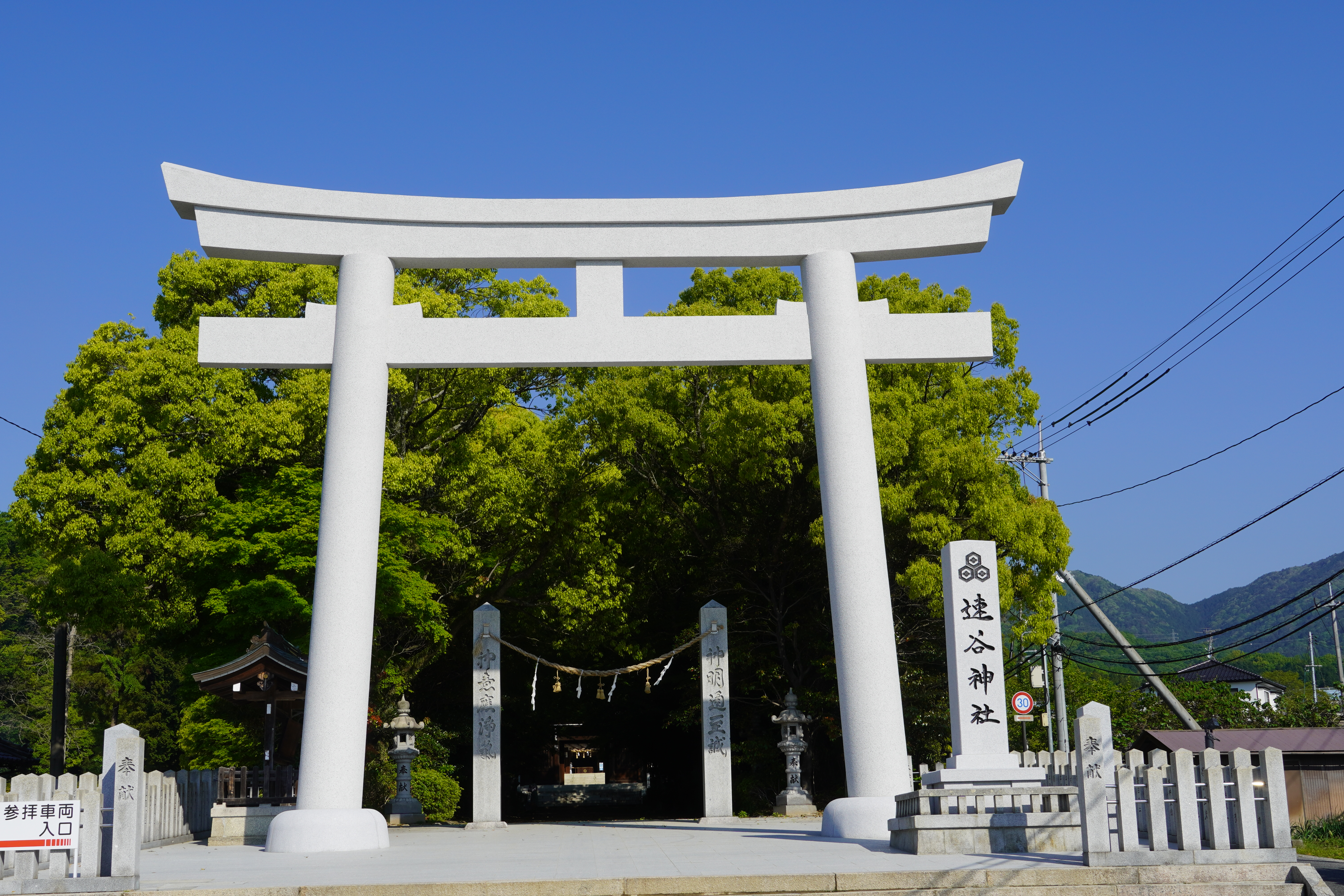
一の鳥居
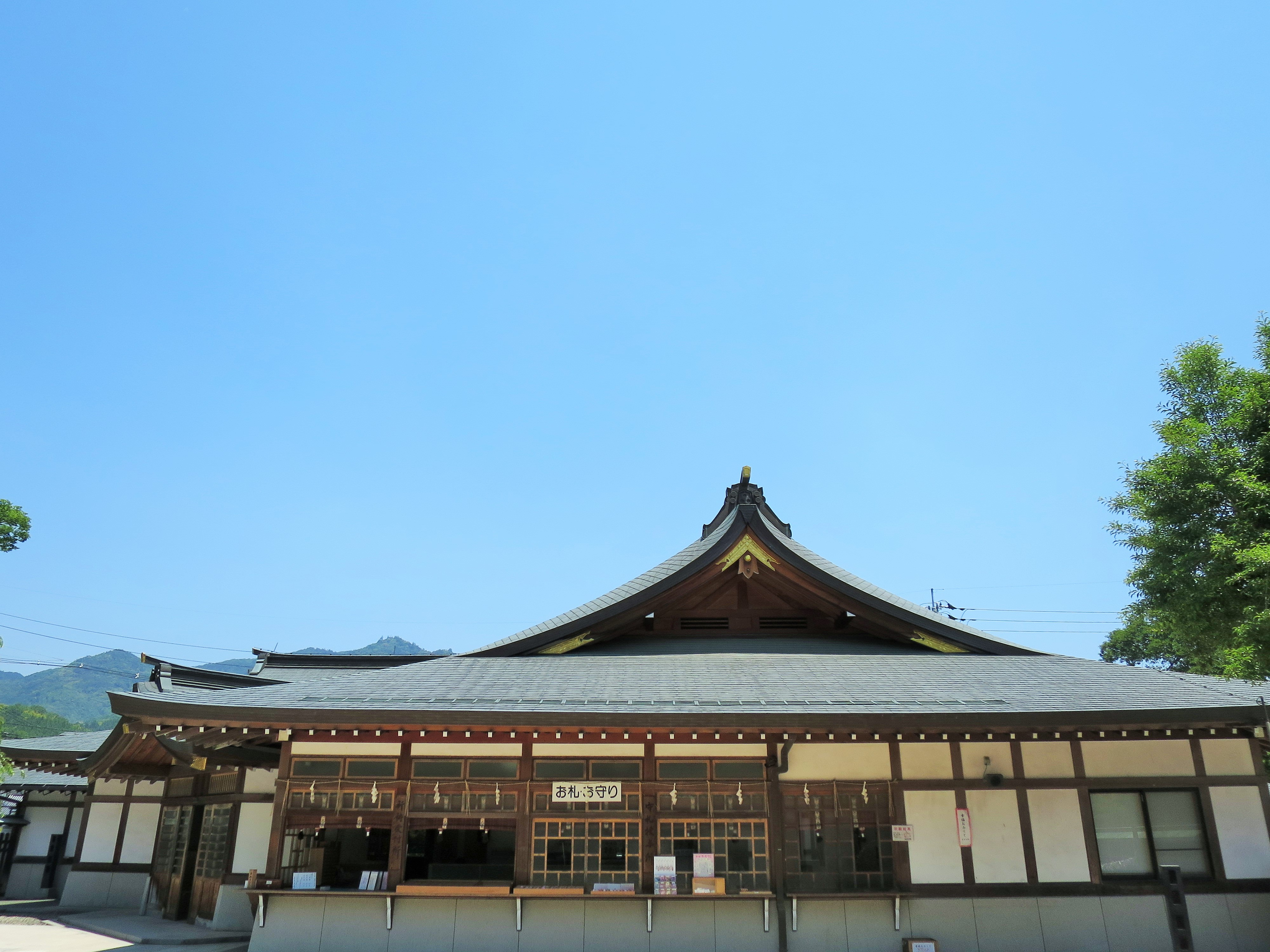
社務所
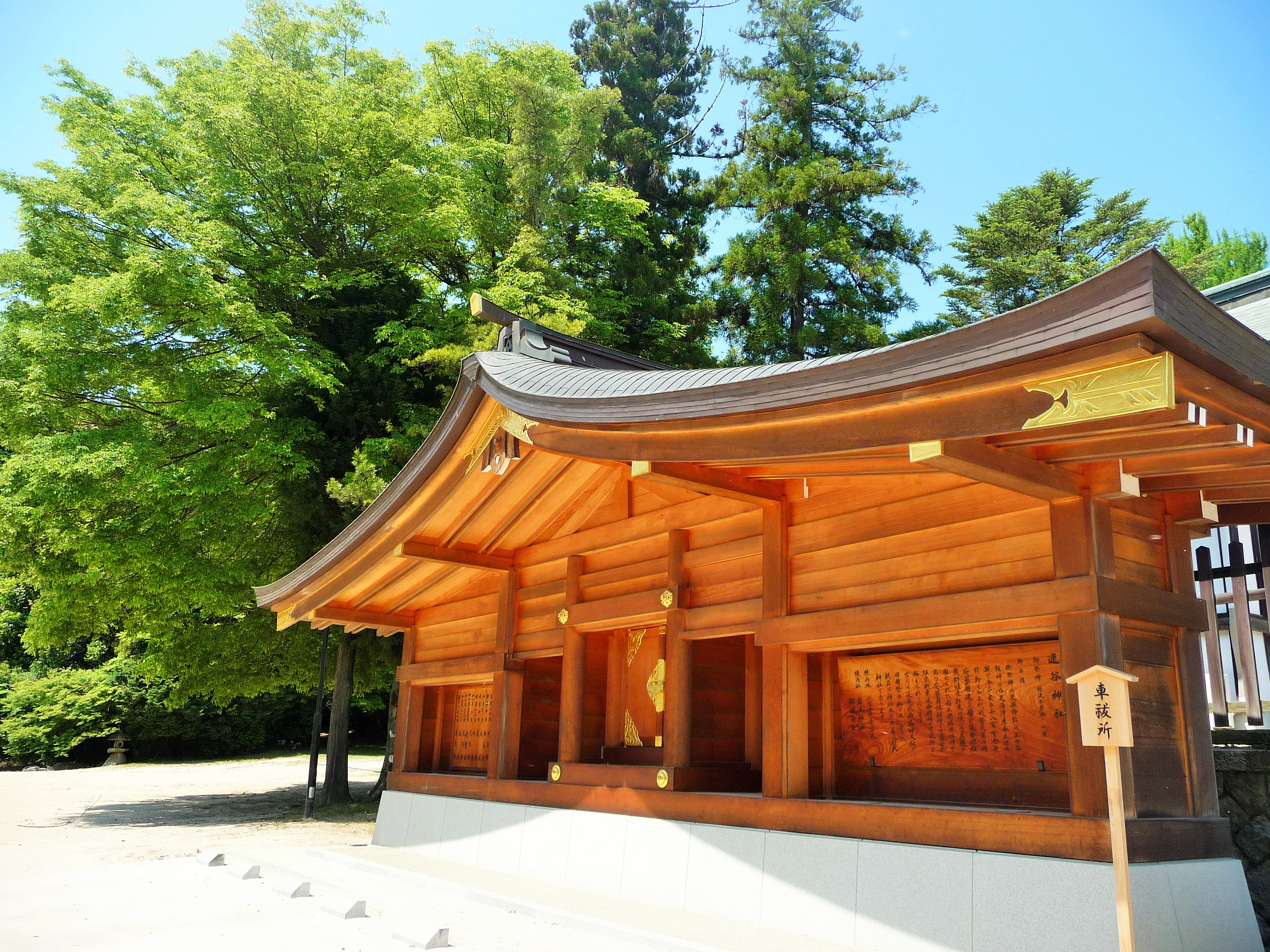
車祓所
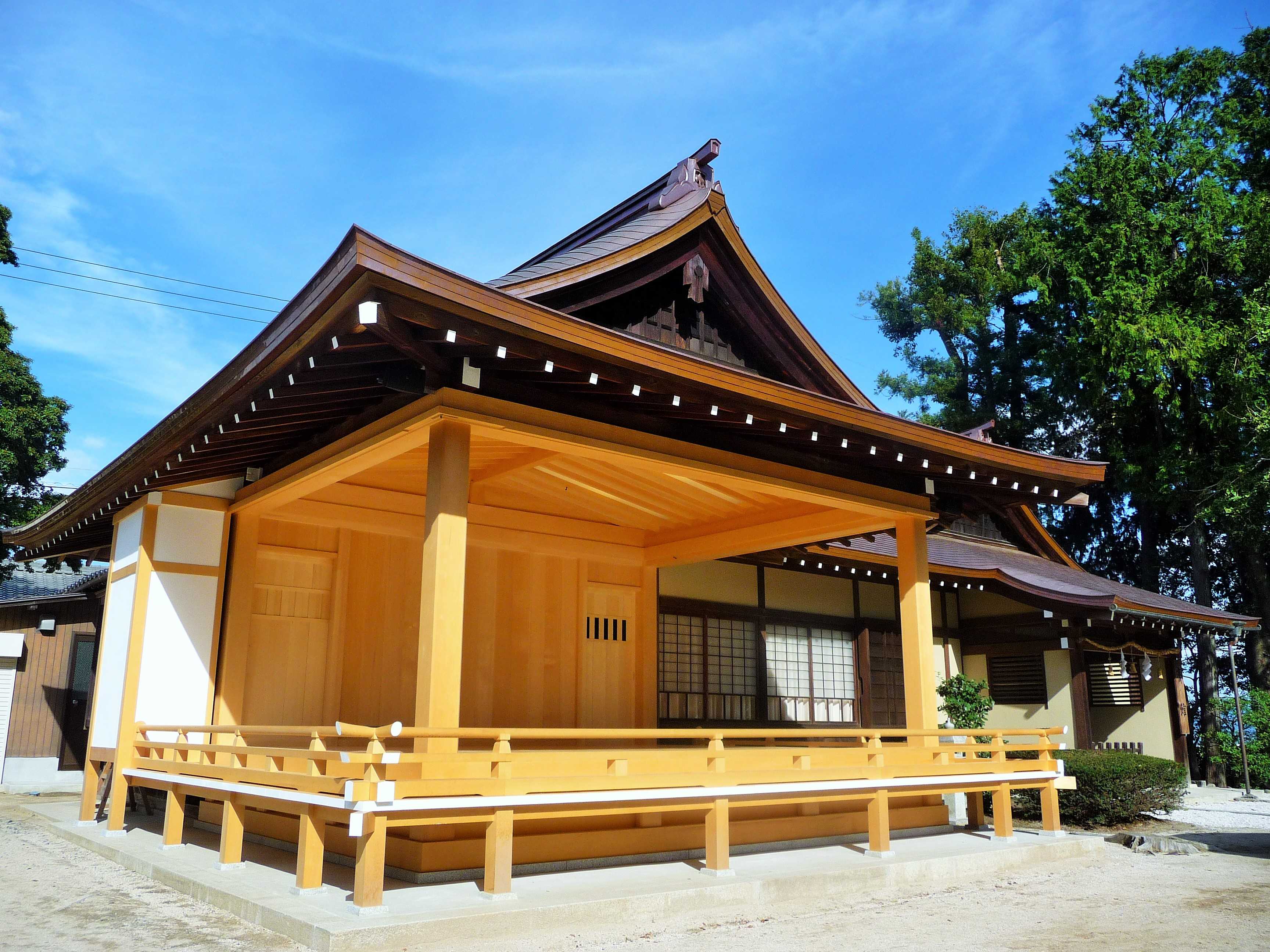
神楽殿

## 摂末社
- 岩木神社 - 祭神：岩木翁神。本社鎮座前からの当地の神と伝え、『安芸国神名帳』に記載される「石城明神」に比定する説がある[2]。
- 稲荷神社 - 祭神：宇加之御魂神。

## 文化財

### 広島県指定重要文化財
- 紙本墨書大願寺尊海文書
- 木造狛犬

## 現地情報
所在地
- 広島県廿日市市上平良308-1

交通アクセス
- 鉄道
  - 広島電鉄宮島線 廿日市市役所前（平良）駅から
    - 徒歩約30分
    - バス
      - 廿日市市循環バス（廿日市さくらバス原・川末方面）で「速谷神社」バス停下車 （下車後徒歩1分）
      - 廿日市市循環バス（廿日市さくらバス西循環線）で「中平良」バス停下車 （下車後徒歩5分）

  - JR西日本山陽本線 廿日市駅または宮内串戸駅から
    - 徒歩約30分
    - タクシー約10分
- 自家用車
  - 山陽自動車道から
    - 宮島SAスマートICから、2分
    - 廿日市ICから、西広島バイパスを経て国道433号線を5分